# Odysseas Elytis

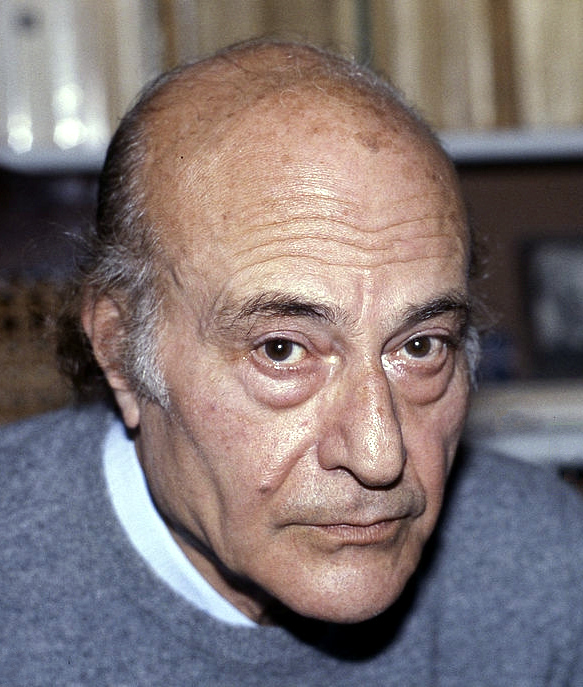
Odysseas Elytis, 1974

Odysseas Elytis (greacă Οδυσσέας Ελύτης}, (pseudonimul literar al lui Odysséas Alepoudhélis)  (n. 2 noiembrie 1911, Heraklion, Creta  - d. 18 martie 1996, Atena) a fost un scriitor, laureat al Premiului Nobel pentru Literatură în anul 1979.

## Motivația Juriului Nobel
"pentru poezia sa, izvorând din fondul tradiției grecești și punând în lumină, cu puternică senzualitate și o intelingență lucidă, lupta unui om modern pentru libertate și activitate creatoare ".

## Viața
Odysseas Elytis a fost ultimul din cei șase copii ai lui Panayotis Alépoudhélis și al Mariei Vranas, ambi originari din insula Lesbos.  În 1914, familia Alépoudhélis, care deținea o fabrică de săpun, s-a mutat la Atena și a transferat sediul companiei sale la Pireu. La Atena, Odysseas a absolvit liceul și a audiat cursuri la "Facultatea de Drept". În 1935, urmând sfatul unor prieteni apropiați, printre care și Giorgos Seferis, Elytis a publicat o poezie în paginile revistei "Nea Grammata" (Νέα Γράμματα).
Primele două volume de versuri ilustrează dragostea sa față de peisajele grecești și Marea Egee.
În timpul celui de-Al Doilea Război Mondial, este mobilizat cu gradul de sublocotenent și participă la luptele din munții Greciei și din Albania împotriva invaziei italiene.

## Opera

### Poezie
- Προσανατολισμοί (Orientări), 1939
- Ηλιος ο πρώτος, παραλλαγές πάνω σε μιαν αχτίδα (Soarele Întâiul), 1943
- Άσμα ηρωικό και πένθιμο για τον χαμένο ανθυπολοχαγό της Αλβανίας (Cântec eroic și funebru pentru sublocotenentul căzut în Albania), 1946
- Το Άξιον Εστί ( To Axion Esti), 1959
- Έξη και μια τύψεις για τον ουρανό, 1960
- Ο ήλιος ο ηλιάτορας Soarele Însoritul), 1971
- Το Μονόγραμμα (Monograma), 1972
- Το φωτόδεντρο και η δέκατη τέταρτη ομορφιά, 1972
- Τα Ρω του Έρωτα, 1973
- Τα Ετεροθαλή (Răslețele), 1974
- Σηματολόγιον (Cartea Semnelor), 1977
- Μαρία Νεφέλη (Maria Nefeli), 1978
- Τρία ποιήματα με σημαία ευκαιρίας 1982
- Ημερολόγιο ενός αθέατου Απριλίου, 1984
- Κριναγόρας, 1987
- Ο Μικρός Ναυτίλος (Micul marinar), 1988
- Τα Ελεγεία της Οξώπετρας, 1991
- Δυτικά της λύπης, 1995

### Proză, eseuri
- Η Αληθινή φυσιογνωμία και η λυρική τόλμη του Ανδρέα Κάλβου, 1942
- Ανοιχτά χαρτιά (συλλογή κειμένων), 1973
- Ο ζωγράφος Θεόφιλος, 1973
- Η μαγεία του Παπαδιαμάντη, 1975
- Αναφορά στον Ανδρέα Εμπειρίκο, 1977
- Τα Δημόσια και τα Ιδιωτικά, 1990)* Private Way (Ιδιωτική Οδός, 1990)
- «Εν λευκώ» (συλλογή κειμένων), 1992
- Ο κήπος με τις αυταπάτες, 1995

### Traduceri
- Δεύτερη γραφή, 1976
- Σαπφώ (Sappho)
- Η αποκάλυψη, (Apocalipsa după Ioan) 1985